# Мегапроект

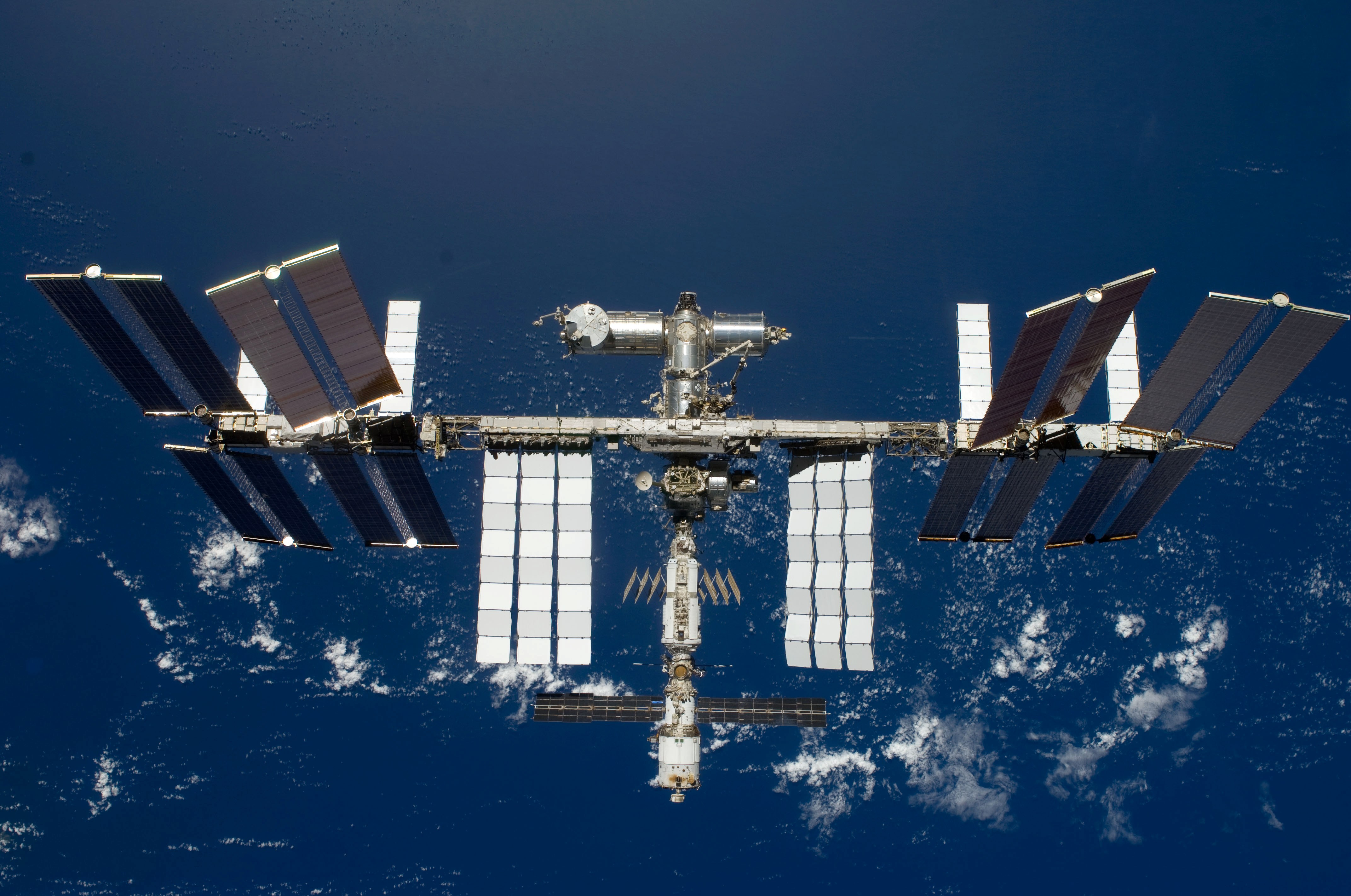
Международная космическая станция. Самый дорогой в мире проект стоимостью более 150 млрд долларов США. В этом международном мегапроекте участвуют 15 стран.

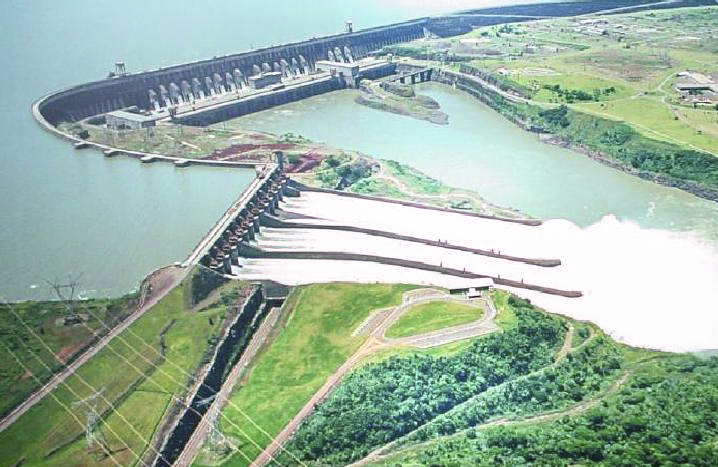
Итайпу — одна из крупнейших в мире по производству электроэнергии ГЭС, построенная в 1971—1991 гг. на реке Парана, на границе Бразилии и Парагвая

Мегапроект — это целевая программа (крупный инвестиционный проект), содержащая совокупность взаимосвязанных проектов, объединенных общей целью, выделенными ресурсами и отпущенным на их выполнение временем. Мегапроекты характеризуются высокой стоимостью (порядка 1 млрд долларов США и более), трудоемкостью (15—20 млн чел.-ч), длительностью реализации (5—7 и более лет). Мегапроект (в отличие от чисто финансовых инвестиций) имеют целью развитие экономики, создание инфраструктуры (транспортной, социальной), реализацию больших социально-экономических задач, дающих качественно новое развитие территории, страны, региона . Результатом реализации мегапроекта может быть конкретный материальный результат (крупное сооружение (например, Суэцкий канал), крупное научно-техническое достижение (например, высадка человека на Луну, начало серийного производства продукции и др). Реализация мегапроекта оказывает существенное, долгосрочное влияние на развитие общества.

## Характеристики мегапроекта
В отношении количественного порога стоимости и качественных характеристик мегапроекта в России существуют различные мнения, однако большинство теоретиков и практиков сходятся к оценке стоимости проекта в 1 млрд долларов США и более
В США федеральная дорожная администрация установила формальный порог в 1 млрд долларов. 
Важная сторона мегапроекта — его публичность, общественная значимость. Крупный мегапроект, как правило, не только влияет на материальную жизнь общества, но и закладывает основы нового качества жизни людей. В военной сфере масштабные разработки новой техники могут проводиться тайно (Манхэттенский проект), а могут, напротив, сопровождаться публичными кампаниями (разработка боевых самолётов «стелс» в США).

## Характерные проблемы
- Превышение бюджета на 50—100 %, нередко реальные затраты превышают заложенные в бюджете более чем на 100 %.
- Переоценка прогнозируемого спроса: прогнозируемый спрос может превышать фактический на 20—70 %.
- Недооценивается масштаб фактического влияния проектов на окружающую среду.
- Переоценка прогнозируемой жизнеспособности таких проектов[11].

## Примеры мегапроектов
Авиация и космос
- Программа «Восток» (1957—1964)
- Программа «Аполлон» (1961—1975)
- Airbus 380 (1994—2007)

Транспортная инфраструктура
- Панамский канал (1879—1914)
- Суэцкий канал (1856—1869)
- Транссибирская магистраль (1891—1916)
- Байкало-Амурская магистраль (1974—2003)
- Газопровод Уренгой — Помары — Ужгород (1981—1983)
- Евротоннель (1984—1994)
- Поворот китайских рек (2002—?)

Энергетика
- Асуанские плотины (1960—1966)
- Волжско-Камский каскад ГЭС (1932—1986)
- Плотина Гувера (1931—1936)
- Международный экспериментальный термоядерный реактор (2007—?)

Ядерное оружие
- Манхэттенский проект (1939—1946)

Строительство новых городов и развитие территорий
- Бразилиа (1956—1960)
- Тольятти (1966—1972)

Искусственный интеллект
- The Stargate Project (2025—?)

Промышленное строительство
- АвтоВАЗ (1966—1973)
- Магнитогорский металлургический комбинат (1929—1934)